# Antabamba (distrito)
O Distrito peruano de Antabamba é um dos sete distritos que formam a Província de Antabamba, situada no Apurímac, pertencente a Região Apurímac, Peru.

## Transporte
O distrito de Antabamba é servido pela seguinte rodovia:
- AP-110, que liga a cidade ao distrito de Chuquibambilla
- AP-109, que liga a cidade de Caraybamba ao distrito
- AP-108, que liga a cidade de Chapimarca ao distrito[2][3][4]